# Argo Panopte

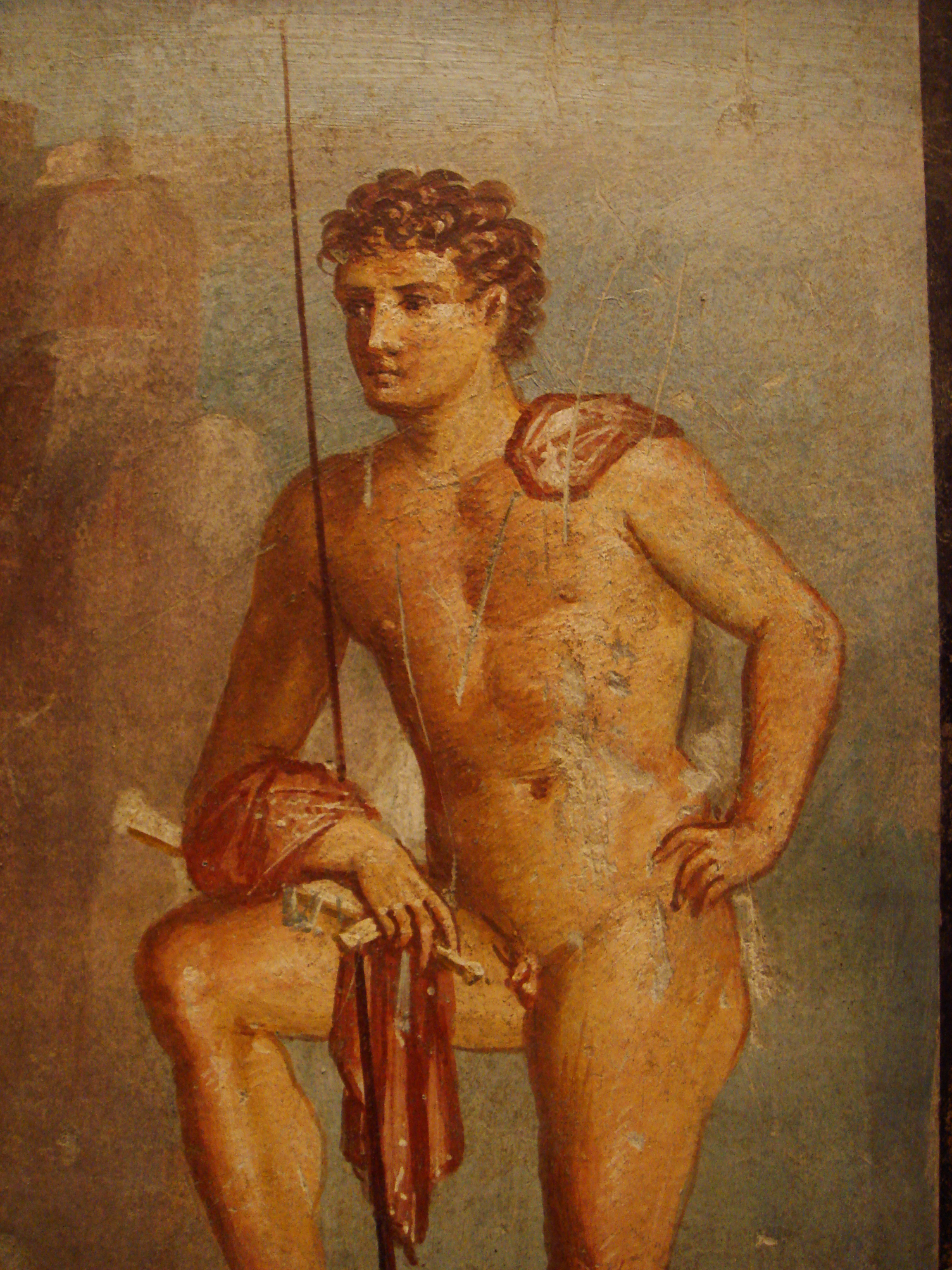
Argo in un affresco pompeiano

Argo Panopte è un personaggio della mitologia greca, un gigante di cui si diceva avesse cento occhi disseminati in tutto il corpo. Il suo mito è collegato soprattutto a Io, la principessa argiva che era incaricato di sorvegliare.

## Mito

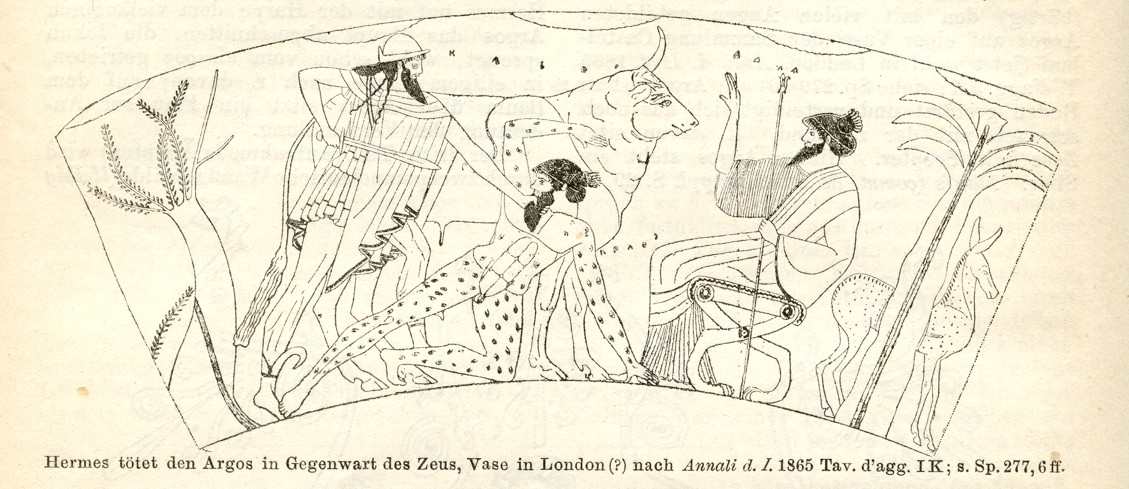
Disegno del V secolo a.C. Hermes uccide Argo Panopte davanti a Zeus, Io nelle sembianze di mucca è sullo sfondo.

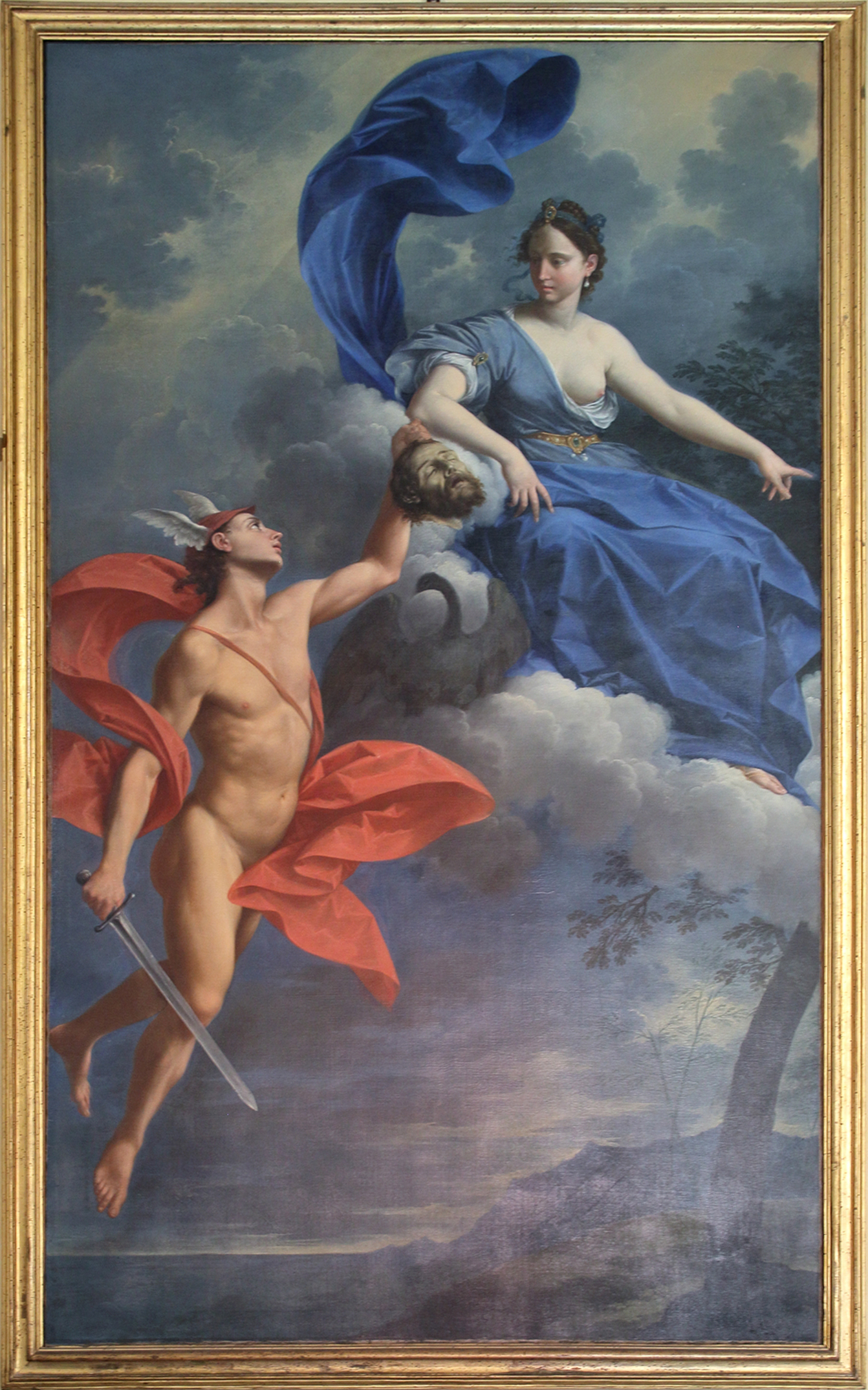
Donato Creti, Mercurio reca a Giunone la testa di Argo, Collezioni comunali d'arte di Bologna

Il gigante è anche ricordato per aver liberato l'Arcadia da un toro mostruoso e da un satiro che rapiva le mandrie. Argo, figlio di Aristore, viene citato anche come persona molto accorta per antonomasia: "è un Argo" oppure "ha più occhi di Argo". La maggior parte del mito su Argo è comunque legato alla vicenda di Zeus ed Io. Il gigante venne, infatti, posto a guardia della ninfa Io, uno degli amori di Zeus tramutata dal dio in una giovenca per nascondere a Era, sua moglie, la vera identità della ninfa. La dea, sospettosa di un possibile tradimento del marito, riuscì ad ottenere l'animale in dono. Zeus, infatti, acconsentì alla richiesta per fugare ogni sospetto di tradimento, ed Era pose la fanciulla sotto la sorveglianza di Argo, che legò l'animale ad un ulivo che cresceva in un bosco sacro a Micene. Il gigante, grazie ai suoi cento occhi, riusciva a non dormire mai, chiudendone, per riposare, solo cinquanta per volta. 
Zeus, dispiaciuto per Io, incaricò il dio Ermes di liberarla. Quest'ultimo, camuffatosi da pastore, si avvicinò ad Argo suonando una melodia. Il gigante, affascinato dal suono, invitò Ermes a sedersi con sé. Il dio, accompagnandosi col suono, iniziò a narrare la storia di Pan e Siringa, fino a che non riuscì a far chiudere tutti i cento occhi. Ermes uccise il gigante addormentato tagliandogli la testa con la spada, liberando Io. Era prese gli occhi dalla testa di Argo e li pose sulle piume del pavone, l'animale a lei sacro.

## In altri media
- Argo, nella saga Percy Jackson e gli dei dell'Olimpo e nella successiva Eroi dell'Olimpo, appare come capo della sicurezza del Campo Mezzosangue. In questa versione ha occhi su tutto il corpo.